# Tony Hawk's Pro Skater 5
Tony Hawk's Pro Skater 5 è un videogioco di skateboard della serie Tony Hawk pubblicato nel 2015 da Activision.
Il videogioco ha ricevuto numerose critiche negative a causa della sua qualità. Il titolo è stato inoltre criticato per le sue modalità di distribuzione digitale.